# Mala Palagruža
Mala Palagruža je nenaseljeni otočić u hrvatskom dijelu Jadranskog mora. Nalazi se u Palagruškom otočju, oko 200 metara jugoistočno od Vele Palagruže. Jedina dostupna uvala sa žalom je Medvidina na istočnoj obali.
Površina otočića iznosi 25610 m2. Duljina obalne crte je 887 m, a otočić se iz mora uzdiže 51 m.